# Fußball-Weltmeisterschaft 1962/Gruppe C
Spiele der Gruppe C der Fußball-Weltmeisterschaft 1962.
| Pl. | Land             | Sp. | S | U | N | Tore    | Diff. | Punkte |
| --- | ---------------- | --- | - | - | - | ------- | ----- | ------ |
| 1.  | Brasilien        | 3   | 2 | 1 | 0 | 004:100 | +3    | 05:10  |
| 2.  | Tschechoslowakei | 3   | 1 | 1 | 1 | 002:300 | −1    | 03:30  |
| 3.  | Mexiko           | 3   | 1 | 0 | 2 | 003:400 | −1    | 02:40  |
| 4.  | Spanien          | 3   | 1 | 0 | 2 | 002:300 | −1    | 02:40  |

## Brasilien – Mexiko 2:0 (0:0)
| Brasilien                                                     | Brasilien | Mexiko | Mexiko |
| ------------------------------------------------------------- | --- | --- | ------ |
| Brasilien                                                     | \| 1. Spieltag \| \| 30. Mai 1962 um 15:00 Uhr in Viña del Mar (Estadio Sausalito) \| \| Zuschauer: 10.484 \| \| Schiedsrichter: Gottfried Dienst ( Schweiz) \| \| Spielbericht \| | \| 1. Spieltag \| \| 30. Mai 1962 um 15:00 Uhr in Viña del Mar (Estadio Sausalito) \| \| Zuschauer: 10.484 \| \| Schiedsrichter: Gottfried Dienst ( Schweiz) \| \| Spielbericht \|                                   | Mexiko |
| Brasilien                                                     | Gilmar – Djalma Santos, Nílton Santos – Zito, Mauro Ramos , Zózimo – Garrincha, Didi, Vavá, Pelé, Mário Zagallo Cheftrainer: Aymoré Moreira                                        | Antonio Carbajal – Jesús del Muro, Guillermo Sepúlveda, José Villegas – Raúl Cárdenas, Pedro Nájera – Alfredo del Águila, Salvador Reyes, Héctor Hernández, Antonio Jasso, Isidoro Díaz Cheftrainer: Ignacio Trelles | Mexiko |
| Brasilien                                                     | 1:0 Zagallo (56.) 2:0 Pelé (72.) | | Mexiko |
| 1. Spieltag                                                   | | |        |
| 30. Mai 1962 um 15:00 Uhr in Viña del Mar (Estadio Sausalito) | | |        |
| Zuschauer: 10.484                                             | | |        |
| Schiedsrichter: Gottfried Dienst ( Schweiz)                   | | |        |
| Spielbericht                                                  | | |        |

## Tschechoslowakei – Spanien 1:0 (0:0)
| Tschechoslowakei                                              | Tschechoslowakei | Spanien | Spanien |
| ------------------------------------------------------------- | --- | --- | ------- |
| Tschechoslowakei                                              | \| 1. Spieltag \| \| 31. Mai 1962 um 15:00 Uhr in Viña del Mar (Estadio Sausalito) \| \| Zuschauer: 12.700 \| \| Schiedsrichter: Carl Erich Steiner ( Österreich) \| \| Spielbericht \|                | \| 1. Spieltag \| \| 31. Mai 1962 um 15:00 Uhr in Viña del Mar (Estadio Sausalito) \| \| Zuschauer: 12.700 \| \| Schiedsrichter: Carl Erich Steiner ( Österreich) \| \| Spielbericht \|                                    | Spanien |
| Tschechoslowakei                                              | Viliam Schrojf – Jan Lála, Ján Popluhár, Ladislav Novák – Svatopluk Pluskal, Josef Masopust – Jozef Štibrányi, Adolf Scherer, Jozef Adamec, Andrej Kvašňák, Josef Jelínek Cheftrainer: Rudolf Vytlačil | Carmelo Cedrún – Feliciano Rivilla, José Santamaría, Severino Reija – Joan Segarra , Jesús Garay – Luis del Sol, Eulogio Martínez, Ferenc Puskás, Luis Suárez, Francisco Gento Cheftrainer: Helenio Herrera ( Argentinien) | Spanien |
| Tschechoslowakei                                              | 1:0 Štibrányi (78.) | | Spanien |
| 1. Spieltag                                                   | | |         |
| 31. Mai 1962 um 15:00 Uhr in Viña del Mar (Estadio Sausalito) | | |         |
| Zuschauer: 12.700                                             | | |         |
| Schiedsrichter: Carl Erich Steiner ( Österreich)              | | |         |
| Spielbericht                                                  | | |         |

## Brasilien – Tschechoslowakei 0:0
| Brasilien                                                     | Brasilien | Tschechoslowakei | Tschechoslowakei |
| ------------------------------------------------------------- | --- | --- | ---------------- |
| Brasilien                                                     | \| 2. Spieltag \| \| 2. Juni 1962 um 15:00 Uhr in Viña del Mar (Estadio Sausalito) \| \| Zuschauer: 14.903 \| \| Schiedsrichter: Pierre Schwinté ( Frankreich) \| \| Spielbericht \| | \| 2. Spieltag \| \| 2. Juni 1962 um 15:00 Uhr in Viña del Mar (Estadio Sausalito) \| \| Zuschauer: 14.903 \| \| Schiedsrichter: Pierre Schwinté ( Frankreich) \| \| Spielbericht \|                   | Tschechoslowakei |
| Brasilien                                                     | Gilmar – Djalma Santos, Nílton Santos – Zito, Mauro Ramos , Zózimo – Garrincha, Didi, Vavá, Pelé, Mário Zagallo Cheftrainer: Aymoré Moreira                                          | Viliam Schrojf – Jan Lála, Ján Popluhár, Ladislav Novák – Svatopluk Pluskal, Josef Masopust – Jozef Štibrányi, Adolf Scherer, Jozef Adamec, Andrej Kvašňák, Josef Jelínek Cheftrainer: Rudolf Vytlačil | Tschechoslowakei |
| 2. Spieltag                                                   | | |                  |
| 2. Juni 1962 um 15:00 Uhr in Viña del Mar (Estadio Sausalito) | | |                  |
| Zuschauer: 14.903                                             | | |                  |
| Schiedsrichter: Pierre Schwinté ( Frankreich)                 | | |                  |
| Spielbericht                                                  | | |                  |

## Spanien – Mexiko 1:0 (0:0)
| Spanien                                                       | Spanien | Mexiko | Mexiko |
| ------------------------------------------------------------- | --- | --- | ------ |
| Spanien                                                       | \| 2. Spieltag \| \| 3. Juni 1962 um 15:00 Uhr in Viña del Mar (Estadio Sausalito) \| \| Zuschauer: 11.875 \| \| Schiedsrichter: Branko Tesanić ( Jugoslawien) \| \| Spielbericht \|                   | \| 2. Spieltag \| \| 3. Juni 1962 um 15:00 Uhr in Viña del Mar (Estadio Sausalito) \| \| Zuschauer: 11.875 \| \| Schiedsrichter: Branko Tesanić ( Jugoslawien) \| \| Spielbericht \|                                    | Mexiko |
| Spanien                                                       | Carmelo Cedrún – Rodrí, José Santamaría, Sígfrid Gràcia – Martín Vergés, Pachín – Luis del Sol, Joaquín Peiró, Ferenc Puskás, Luis Suárez, Francisco Gento Cheftrainer: Helenio Herrera ( Argentinien) | Antonio Carbajal – Jesús del Muro, Guillermo Sepúlveda, Ignacio Jáuregui – Raúl Cárdenas, Pedro Nájera – Alfredo del Águila, Salvador Reyes, Héctor Hernández, Antonio Jasso, Isidoro Díaz Cheftrainer: Ignacio Trelles | Mexiko |
| Spanien                                                       | 1:0 Peiró (88.) | | Mexiko |
| 2. Spieltag                                                   | | |        |
| 3. Juni 1962 um 15:00 Uhr in Viña del Mar (Estadio Sausalito) | | |        |
| Zuschauer: 11.875                                             | | |        |
| Schiedsrichter: Branko Tesanić ( Jugoslawien)                 | | |        |
| Spielbericht                                                  | | |        |

## Brasilien – Spanien 2:1 (0:1)
| Brasilien                                                     | Brasilien | Spanien | Spanien |
| ------------------------------------------------------------- | --- | --- | ------- |
| Brasilien                                                     | \| 3. Spieltag \| \| 6. Juni 1962 um 15:00 Uhr in Viña del Mar (Estadio Sausalito) \| \| Zuschauer: 18.715 \| \| Schiedsrichter: Sergio Bustamante ( Chile) \| \| Spielbericht \| | \| 3. Spieltag \| \| 6. Juni 1962 um 15:00 Uhr in Viña del Mar (Estadio Sausalito) \| \| Zuschauer: 18.715 \| \| Schiedsrichter: Sergio Bustamante ( Chile) \| \| Spielbericht \|                             | Spanien |
| Brasilien                                                     | Gilmar – Djalma Santos, Nílton Santos – Zito, Mauro Ramos , Zózimo – Garrincha, Didi, Vavá, Amarildo, Mário Zagallo Cheftrainer: Aymoré Moreira                                   | José Araquistáin – Rodrí, Luis María Echeberría, Sígfrid Gràcia – Martín Vergés, Pachín – Enrique Collar, Joaquín Peiró, Ferenc Puskás, Abelardo, Francisco Gento Cheftrainer: Helenio Herrera ( Argentinien) | Spanien |
| Brasilien                                                     | 1:1 Amarildo (72.) 2:1 Amarildo (86.) | 0:1 Abelardo (34.) | Spanien |
| 3. Spieltag                                                   | | |         |
| 6. Juni 1962 um 15:00 Uhr in Viña del Mar (Estadio Sausalito) | | |         |
| Zuschauer: 18.715                                             | | |         |
| Schiedsrichter: Sergio Bustamante ( Chile)                    | | |         |
| Spielbericht                                                  | | |         |

## Mexiko – Tschechoslowakei 3:1 (2:1)
| Mexiko                                                        | Mexiko | Tschechoslowakei | Tschechoslowakei |
| ------------------------------------------------------------- | --- | --- | ---------------- |
| Mexiko                                                        | \| 3. Spieltag \| \| 7. Juni 1962 um 15:00 Uhr in Viña del Mar (Estadio Sausalito) \| \| Zuschauer: 10.648 \| \| Schiedsrichter: Gottfried Dienst ( Schweiz) \| \| Spielbericht \|                                          | \| 3. Spieltag \| \| 7. Juni 1962 um 15:00 Uhr in Viña del Mar (Estadio Sausalito) \| \| Zuschauer: 10.648 \| \| Schiedsrichter: Gottfried Dienst ( Schweiz) \| \| Spielbericht \|                    | Tschechoslowakei |
| Mexiko                                                        | Antonio Carbajal – Jesús del Muro, Guillermo Sepúlveda, Ignacio Jáuregui – Raúl Cárdenas, Pedro Nájera – Alfredo del Águila, Salvador Reyes, Héctor Hernández, Alfredo Hernández, Isidoro Díaz Cheftrainer: Ignacio Trelles | Viliam Schrojf – Jan Lála, Ján Popluhár, Ladislav Novák – Svatopluk Pluskal, Josef Masopust – Jozef Štibrányi, Adolf Scherer, Jozef Adamec, Andrej Kvašňák, Václav Mašek Cheftrainer: Rudolf Vytlačil | Tschechoslowakei |
| Mexiko                                                        | 1:1 Díaz (10.) 2:1 del Águila (29.) 3:1 H. Hernández (90.,Handelfmeter) | 0:1 Mašek (1.) | Tschechoslowakei |
| Mexiko                                                        | Das 0:1 fiel nach 15 Sekunden und war bis zum 29. Juni 2002 das schnellste Tor in einem WM-Spiel | | Tschechoslowakei |
| 3. Spieltag                                                   | | |                  |
| 7. Juni 1962 um 15:00 Uhr in Viña del Mar (Estadio Sausalito) | | |                  |
| Zuschauer: 10.648                                             | | |                  |
| Schiedsrichter: Gottfried Dienst ( Schweiz)                   | | |                  |
| Spielbericht                                                  | | |                  |